# Christian Ntsay
Christian Louis Ntsay (n. 27 martie 1961, Antsiranana, Madagascar) este un politician malgaș, care ocupă funcția de prim-ministru al Madagascarului din 2018 și a fost președinte interimar în anul 2023. Înainte de mandatul său de prim-ministru, a fost ministru al turismului între 2002 și 2003 și reprezentant al Madagascarului la Organizația Internațională a Muncii între 2008 și 2018.

## Biografie
Christian Louis Ntsay s-a născut la Diégo-Suarez, Madagascar, la 27 martie 1961. A absolvit Universitatea din Antananarivo cu o diplomă de licență în economie, studiind între 1982 și 1985, iar între 1985 și 1986 a urmat Centrele pentru Studii Financiare, Economice și Bancare din Paris, Franța, unde a obținut un doctorat în management și tehnici de conducere a afacerilor.

## Carieră
Radio Fréquence Plus Madagascar a fost fondată de Ntsay, acesta fiind primul său președinte între 1992 și 2001. Între 1993 și 1997, a fost director general al companiei petroliere SOLIMA din Madagascar.
Între 1998 și 2007, Ntsay a fost consultant pentru Banca Mondială, Uniunea Europeană, Centrul Internațional de Comerț, Programul Națiunilor Unite pentru Dezvoltare și Fondul Națiunilor Unite pentru Populație. A fost ministru al turismului între 2002 și 2003. Ntsay a fost reprezentantul Madagascarului la Organizația Internațională a Muncii între 2008 și 4 iunie 2018.
Prim-ministrul Olivier Mahafaly Solonandrasana⁠(d) a demisionat la 4 iunie 2018. Președintele Hery Rajaonarimampianina⁠(d) l-a numit pe Ntsay în locul lui Solonandrasana ca prim-ministru. Ntsay a exercitat funcția de președinte interimar, conducând un guvern de uniune națională înaintea alegerilor prezidențiale din 2023. Unsprezece dintre cei treisprezece candidați la președinție l-au acuzat pe Ntsay, aliat al lui Andry Rajoelina, de comiterea unei lovituri de stat instituționale.

## Viață personală
Ntsay este tatăl a doi copii. Vorbește malgașă, engleză și franceză.